# Cloniophorus edentulus
Cloniophorus edentulus es una especie de escarabajo longicornio del género Cloniophorus, tribu Callichromatini, subfamilia Cerambycinae. Fue descrita científicamente por Jordan en 1894.

## Descripción
Mide 15-20 milímetros de longitud.

## Distribución
Se distribuye por Camerún, Gabón, República Democrática del Congo, República del Congo y Sierra Leona.